# Wermsdorf

Wermsdorf  est une commune de Saxe (Allemagne), située dans l'arrondissement de Saxe-du-Nord, dans le district de Leipzig. Ici se trouve le Château d'Hubertsbourg (Hubertusburg).